# Year’s Best Fantasy and Horror
Year’s Best Fantasy and Horror – coroczna, amerykańska antologia fantastyczna wydawana przez wydawnictwo St. Martin’s Press w latach 1987-2008. Poza opowiadaniami antologia zawierała między innymi eseje redaktorów. Pierwsze dwie antologie zostały opublikowane pod tytułem The Year’s Best Fantasy.
Do 2003 seria redagowana była przez Terri Windling i Ellen Datlow. Windling  była odpowiedzialna za fantasy i science ficion, a Datlow za horror. Od 16. edycji rolę Windling przejęli Kelly Link i Gavin Grant. Okładki antologii wykonywał Thomas Canty. W 2009 ogłoszono, że nie ukaże się kolejna edycja. Ellen Datlow redaguje obecnie The Best Horror of the Year, wydawane przez Night Shade Books.

## Wydania
- The Year’s Best Fantasy and Horror: First Annual Collection 1987
- The Year’s Best Fantasy and Horror: Second Annual Collection 1988
- The Year’s Best Fantasy and Horror: Third Annual Collection 1989
- The Year’s Best Fantasy and Horror: Fourth Annual Collection 1990
- The Year’s Best Fantasy and Horror: Fifth Annual Collection 1991
- The Year’s Best Fantasy and Horror: Sixth Annual Collection 1992
- The Year’s Best Fantasy and Horror: Seventh Annual Collection 1993
- The Year’s Best Fantasy and Horror: Eighth Annual Collection 1994
- The Year’s Best Fantasy and Horror: Ninth Annual Collection 1995
- The Year’s Best Fantasy and Horror: Tenth Annual Collection 1996
- The Year’s Best Fantasy and Horror: Eleventh Annual Collection 1997
- The Year’s Best Fantasy and Horror: Twelfth Annual Collection 1998
- The Year’s Best Fantasy and Horror: Thirteenth Annual Collection 1999
- The Year’s Best Fantasy and Horror: Fourteenth Annual Collection 2000
- The Year’s Best Fantasy and Horror: Fifteenth Annual Collection 2001
- The Year’s Best Fantasy and Horror: Sixteenth Annual Collection 2002
- The Year’s Best Fantasy and Horror: Seventeenth Annual Collection 2003
- The Year’s Best Fantasy and Horror: Eighteenth Annual Collection 2004
- The Year’s Best Fantasy and Horror: Nineteenth Annual Collection 2005
- The Year’s Best Fantasy and Horror: Twentieth Annual Collection 2006
- The Year’s Best Fantasy and Horror: Twenty-First Annual Collection 2007
- The Year’s Best Fantasy and Horror 2008